# Jasenice (Třebíči járás)
Jasenice település Csehországban, a Třebíči járásban. Jasenice Velká Bíteš, Čikov, Pucov és Naloučany településekkel határos. Lakosainak száma 185 fő (2024. január 1.).

## Népesség
A település lakosságának változását az alábbi diagram mutatja:
| Lakosok száma | 289  | 305  | 351  | 261  | 220  | 213  | 197  | 191  | 176  | 185  |
|               | 1869 | 1890 | 1921 | 1950 | 1980 | 2001 | 2017 | 2019 | 2022 | 2024 |